# Платонов Дмитро Олександрович
Дмитро Олександрович Платонов (біл. Дзмітрый Аляксандравіч Платонаў; нар. 7 лютого 1986, Мінськ, Білоруська РСР) — білоруський футболіст, нападник.

## Клубна кар'єра
Футболом розпочав займатися із 7 років, перший тренер — Я. Б. Ляндріс. Вперше заявив про себе 2005 року, виступаючи за «Зірка-БДУ». Потім два сезони виступав за борисовський БАТЕ, в лавах якого двічі ставав чемпіоном країни. Не проходив до основної команди борисовського клубу, пішов в оренду в «Граніт», потім виступав за «Шахтар». На початку 2010 року переїхав до «Гомеля». У сезоні 2010 року в першій лізі відзначився 25 голами за «Гомель», і клуб повернувся у вищу лігу. У другій половині сезону 2011 року не грав через травму.
У січні 2013 року приєднався до «Торпедо-БелАЗ». Розпочав сезон як гравець основи, але в квітні отримав травму і вибув на місяць. Одразу після повернення, 12 травня 2013 року, відзначився хет-триком у воротах мозирської «Славії». У червні 2013 року отримав ще одну травму, через яку вибув до кінця сезону.
У січні 2014 року продовжив контракт з «Торпедо-БелАЗом». Початок сезону 2014 року пропустили через травму, а потім зазвичай підсилював жодінців, виходячи на заміну. Наприкінці сезону розпочав з'являтися в стартовому складі як центрального нападника. Загалом у сезоні 2014 року відзначився 6-ма голами, 4 з яких вийшов на заміну.
У лютому 2015 року вкотре продовжив контракт з жодинським клубом. У сезоні 2015 року зумів стати найкращим бомбардиром клубу чемпіонату з 7 голами. У лютому 2016 року залишив жодинців після закінчення контракту. 
У березні 2016 року перейшов до юрмальського «Спартакса». Допоміг «Спартаксу» стати чемпіоном Латвії, а з 12 голами став другим бомбардиром чемпіонату 2016 року.
У січні 2018 року став гравцем іншого латвійського клубу — РФШ. Розпочав сезон в основному складі, але згодом став переважно залишатися на лавці запасних. У грудні 2018 року стало відомо, що латвійський клуб не буде продовжувати контракт з форвардом на наступний сезон.
На початку 2019 року проходив перегляд у «Динамо», але берестейцям не підійшов і вирішив завершити професіональну кар'єру.

## Кар'єра в збірній
Виступав за молодіжну збірну Білорусі.

## Сім'я
У Дмитра є брат-близнюк Павло, також футболіст.

## Досягнення
- Білоруська футбольна вища ліга
  -  Чемпіон (2): 2006, 2007
  -  Бронзовий призер (1): 2011

- Кубок Білорусі
  -  Володар (2): 2005/06, 2010/11

- Суперкубок Білорусі
  -  Володар (1): 2012

- Перша ліга Білорусі
  -  Чемпіон (1): 2010

- Вища ліга Латвія
  -  Чемпіон (1): 2016, 2017
  -  Бронзовий призер (1): 2018

## Статистика виступів
| Сезон | Дивізіон | Клуб                  | Країна   | Матчі | Голи |
| ----- | -------- | --------------------- | -------- | ----- | ---- |
| 2003  | дубль    | «Зірка-БДУ»           | Білорусь | 9     | 1    |
| 2004  | дубль    | «Зірка-БДУ»           | Білорусь | 10    | 1    |
| 2005  | Д1       | «Зірка-БДУ»           | Білорусь | 23    | 7    |
| 2006  | Д1       | БАТЕ                  | Білорусь | 18    | 2    |
| 2007  | Д1       | БАТЕ                  | Білорусь | 19    | 1    |
| 2008  | Д1       | «Граніт» (Мікашевичі) | Білорусь | 23    | 3    |
| 2009  | Д1       | «Шахтар»              | Білорусь | 24    | 3    |
| 2010  | Д2       | «Гомель»              | Білорусь | 28    | 25   |
| 2011  | Д1       | «Гомель»              | Білорусь | 8     | 2    |
| 2012  | Д1       | «Гомель»              | Білорусь | 28    | 8    |
| 2013  | Д1       | «Торпедо-БелАЗ»       | Білорусь | 10    | 3    |
| 2014  | Д1       | «Торпедо-БелАЗ»       | Білорусь | 19    | 6    |
| 2015  | Д1       | «Торпедо-БелАЗ»       | Білорусь | 24    | 7    |
| 2016  | Д1       | «Спартакс»            | Латвія   | 21    | 12   |
| 2017  | Д1       | «Спартакс»            | Латвія   | 16    | 4    |
| 2018  | Д1       | РФШ                   | Латвія   | 12    | 1    |